# エロール・スペンス・ジュニア
エロール・スペンス・ジュニア（Errol Spence Jr.、1990年1月13日 - ）は、アメリカ合衆国のプロボクサー。ニューヨーク州ロングアイランド出身。元WBAスーパー・WBC・IBF世界ウェルター級統一王者。
自身のプロモーションであるマン・ダウン・プロモーションズを主宰している。

## 来歴

### アマチュア時代
2008年5月、ナショナル・ゴールデングローブスにウェルター級(69kg)で出場し準々決勝で敗退。
2009年5月、ナショナル・ゴールデングローブスにウェルター級(69kg)で出場し優勝。
2009年6月、全米選手権にウェルター級(69kg)で出場し準々決勝でジュリアン・ウィリアムズを破り優勝。
2009年9月、イタリアのミラノで開催された2009年世界ボクシング選手権大会にウェルター級(69kg)で出場し1回戦で敗退。
2011年3月、パンアメリカン競技大会にウェルター級(69kg)で出場し2回戦でブライアン・カルロス・カスターノに敗退。
2011年6月、全米選手権にウェルター級(69kg)で出場し優勝。
2011年7月、ロンドンオリンピック国内予選会にウェルター級(69kg)で出場し優勝。
2011年9月、アゼルバイジャン共和国のバクーで開催された2011年世界ボクシング選手権大会にウェルター級(69kg)で出場し準々決勝で敗退。
2012年8月、イギリスのロンドンで開催されたロンドンオリンピックにウェルター級(69kg)で出場し準々決勝で敗退。

### プロ時代
2012年11月9日、3回KO勝ちを収めデビュー戦を白星で飾った。
2015年9月11日、元IBO世界ウェルター級王者のクリス・ファン・ヘールデンとウェルター級10回戦を行い、8回50秒TKO勝ちを収めた。
2016年4月16日、バークレイズ・センターにて元WBO世界スーパーライト級王者でIBF世界ウェルター級12位のクリス・アルギエリと対戦し5回TKO勝ちを収めた。スペンスは22万5000ドル（約2500万円）、アルギエリは32万5000ドル（約3500万円）のファイトマネーを稼いだ。試合後、IBFはIBF世界ウェルター級王者ケル・ブルックへの指名挑戦権を懸けIBF世界ウェルター級3位のコンスタンチン・ポノマレフとIBF世界ウェルター級挑戦者決定戦を行うよう指令を出した。
2016年6月9日、コンスタンチン・ポノマレフが拳の負傷でIBF世界ウェルター級挑戦者決定戦に出場できないため、IBFはIBF世界ウェルター級4位のジェフ・ホーン、IBF世界ウェルター級5位のラモン・ピーターソン、IBF世界ウェルター級6位のサミュエル・バスケスに決定戦に出場するよう指令するが、全員が断ったため、最終的にIBF世界ウェルター級7位のレオナルド・ブンドゥに指令した。
2016年8月21日、IBF世界ウェルター級6位のレオナルド・ブンドゥとIBF世界ウェルター級挑戦者決定戦を行い、6回2分6秒KO勝ちを収めケル・ブルックへの挑戦権を獲得した。
2017年5月27日、シェフィールドのブラモールレーンでIBF世界ウェルター級王者のケル・ブルックと対戦し、11回1分42秒KO勝ちを収め王座獲得に成功した。
2018年1月20日、バークレイズ・センターで元世界2階級制覇王者でIBF世界ウェルター級5位のラモン・ピーターソンと対戦し、ピーターソンが7回終了時に棄権した為、初防衛に成功した。
2018年6月16日、テキサス州フリスコのフォード・センター・アット・ザ・スターにてカルロス・オカンポと対戦し、初回3分KO勝ちを収め2度目の防衛に成功した。
2019年3月16日、テキサス州のAT&Tスタジアムで実質2階級下のミゲル・アンヘル・ガルシアと対戦し、12回判定勝ちを収め3度目の防衛に成功し、WBC世界ウェルター級ダイヤモンド王座も獲得した。スペンスが試合の観戦に来ていたマニー・パッキャオに対戦を呼びかけると、パッキャオも「いいですよ。ファンが望むことをしましょう」と対戦に同意した。
2019年9月28日、ロサンゼルスのステイプルズ・センターでWBC世界ウェルター級王者ショーン・ポーターと王座統一戦を行う。11回にスペンスが左フックでダウンを奪い、12回2-1（116-111×2,112-115）の判定勝ちを収め4度目のIBF王座防衛、WBC王座獲得に成功した。この試合でスペンスは200万ドル（約2億1000万円）のファイトマネーに加えて、ペイ・パー・ビュー売上げの歩合を稼いだ。
2019年10月10日、深夜3時ごろ、愛車のフェラーリで大幅なスピード違反で走行中に車両が何度も横転して大破する単独事故を起こし、一時は集中治療室に入ったが、奇跡的に顔に裂傷と歯が数本折れただけの軽傷で済み、1週間後には退院した。しかし、飲酒運転であったことが発覚し退院直後に起訴された。
2020年12月5日、テキサス州のAT&Tスタジアムに新型コロナウイルス禍の影響で集客が規制されている中で16,102人の観客を動員して、ダニー・ガルシアと対戦し、12回判定勝ちを収め5度目のIBF王座防衛およびWBC王座の初防衛に成功した。またWBCがこの日のために特別に作成した医療従事者が描かれた特別ベルトも獲得した。
2021年8月11日、マニー・パッキャオと10日後の8月21日に対戦を予定していたが、スペンスが左目の網膜裂孔と診断されたため試合を欠場することになった。
2022年4月16日、約1年4か月ぶりの試合をAT&TスタジアムでWBA世界ウェルター級スーパー王者ヨルデニス・ウガスと3団体王座統一戦を行い、10回にドクターストップによるTKO勝ちを収め2度目のWBC王座防衛、6度目のIBF王座防衛、WBAスーパー王座の獲得に成功した。
2022年6月、酒か薬物で酩酊しての運転（DWI）で有罪判決を受け、3日間の刑務所収監と罰金3,400ドル（約45万円）を命じられた。
2022年12月10日、ダラスで車を運転中に、赤信号を無視してきた無免許の未成年者が運転する車に正面から激突され、車が大破して脚を負傷した。この事故の影響で、2月に試合を予定していたが数ヶ月延期されることになった。
2023年7月29日、約1年3カ月ぶりに試合を行い、ラスベガスのT-モバイル・アリーナでWBO世界ウェルター級王者テレンス・クロフォードと4団体王座統一戦を行い、2回と7回に計3度ダウンを奪われ、9回2分32秒TKO負け。王座から陥落し、キャリア29戦目で初黒星を喫した。この試合でクロフォードとスペンスは共にファイトマネーに、ペイ・パー・ビュー売上の歩合や2100万ドル（約30億円）以上となった会場チケットの売上などの興行収入を加えて、それぞれ2500万ドル（約36億円）を稼いだ。
2023年8月31日、スペンス・ジュニアが対戦契約に含まれていた再戦要求条項を行使した。
2024年1月8日、スペンスが白内障の手術を受けたことを報告した。
2024年4月17日、アマチュア時代からプロ転向後も11年以上にわたってトレーナーに就いていたデリック・ジェームズからトレーナー料の未払いがあるとして500万ドル以上（7億9千万円以上）の損害賠償請求訴訟を起こされた。ジェームズはスペンスがアマチュア時代にロンドンオリンピックに出場した際にも自費で参加するなど奉仕し、「報酬の10％をトレーナー料として受け取る」という口頭合意を交わしたと主張、スペンスはクロフォード戦でファイトマネーとペイ・パー・ビュー（PPV）ボーナスを合わせて2500万ドル（約39億円）を稼いだとされているので、その10％の250万ドル（約3億9千万円）を受け取るはずが、実際にはスペンスが保証されていたファイトマネーの250万ドルに対する10％の25万ドル（約3900万円）とボーナスの10万ドルを合わせた35万ドル（約5500万円）しか支払われなかったとして、残りの215万ドル（約3億4千万円）を支払うように求めた。またジェームズはPPVで行われたマイキー・ガルシア、ショーン・ポーター、ダニー・ガルシア、ヨルデニス・ウガス、クロフォードとの試合でスペンスが実際に受け取ったファイトマネーとPPVボーナスを合計した全報酬の開示を求めたが、スペンスは口頭合意は全報酬ではなく保証されたファイトマネーに対する10％であると主張し、これまでこの報酬でジェームズは1度も文句を言わなかったとし、マイキー戦300万ドル、ポーター戦150万ドル、ガルシア戦150万ドル、ウガス戦200万ドル、クロフォード戦250万ドルと保証されたファイトマネーのみの開示しかしなかったため、ジェームズはこれらの試合のPPVボーナスを含めた全報酬の開示及びその全報酬に対する10％を支払うよう求めた。

## 戦績
- アマチュアボクシング：147戦 135勝 12敗
- プロボクシング：29戦 28勝（22KO）1敗

| 戦           | 日付           | 勝敗 | 時間     | 内容    | 対戦相手                         | 国籍             | 備考                                                                |
| ------------ | -------------- | ---- | -------- | ------- | -------------------------------- | ---------------- | ------------------------------------------------------------------- |
| 1            | 2012年11月9日  | ☆    | 3R 2:41  | KO      | ジョナサン・ガルシア             | プエルトリコ     | プロデビュー戦                                                      |
| 2            | 2012年12月15日 | ☆    | 3R 0:44  | TKO     | リチャード・アンドリュース       | アメリカ合衆国   |                                                                     |
| 3            | 2013年1月26日  | ☆    | 1R 1:03  | TKO     | ネイサン・ブッチャー             | アメリカ合衆国   |                                                                     |
| 4            | 2013年3月2日   | ☆    | 4R       | 判定3-0 | ルイス・トーレス                 | アメリカ合衆国   |                                                                     |
| 5            | 2013年5月3日   | ☆    | 1R 2:35  | TKO     | ブランドン・ホスキンス           | アメリカ合衆国   |                                                                     |
| 6            | 2013年6月1日   | ☆    | 1R 1:32  | KO      | ギジェルモ・イバラ               | メキシコ         |                                                                     |
| 7            | 2013年7月20日  | ☆    | 1R 2:13  | KO      | エディ・コルドバ                 | アメリカ合衆国   |                                                                     |
| 8            | 2013年9月12日  | ☆    | 1R 2:33  | TKO     | ヘスス・タベラ                   | アメリカ合衆国   |                                                                     |
| 9            | 2013年10月14日 | ☆    | 8R       | 判定3-0 | エマヌエル・ラーティ             | ガーナ           |                                                                     |
| 10           | 2013年12月13日 | ☆    | 1R 終了  | TKO     | ヘラルド・クエバス               | メキシコ         |                                                                     |
| 11           | 2014年2月10日  | ☆    | 4R 1:39  | KO      | ピーター・オローチ               | ケニア           |                                                                     |
| 12           | 2014年4月18日  | ☆    | 1R 2:52  | TKO     | レイモンド・チャールズ           | アメリカ合衆国   |                                                                     |
| 13           | 2014年6月27日  | ☆    | 10R      | 判定3-0 | ロナルド・クルス                 | プエルトリコ     |                                                                     |
| 14           | 2014年9月11日  | ☆    | 2R 終了  | TKO     | ノエ・ボラノス                   | メキシコ         |                                                                     |
| 15           | 2014年12月13日 | ☆    | 5R 2:43  | TKO     | フランシスコ・ハビエル・カストロ | メキシコ         |                                                                     |
| 16           | 2015年4月11日  | ☆    | 4R 1:45  | TKO     | サムエル・バルガス               | コロンビア       |                                                                     |
| 17           | 2015年6月20日  | ☆    | 3R 1:50  | TKO     | フィル・ログレコ                 | カナダ           |                                                                     |
| 18           | 2015年9月11日  | ☆    | 8R 0:50  | TKO     | クリス・ファン・ヘールデン       | 南アフリカ共和国 |                                                                     |
| 19           | 2015年11月28日 | ☆    | 5R 1:46  | TKO     | アレハンドロ・バレラ             | メキシコ         |                                                                     |
| 20           | 2016年4月16日  | ☆    | 5R 0:48  | TKO     | クリス・アルギエリ               | アメリカ合衆国   |                                                                     |
| 21           | 2016年8月21日  | ☆    | 6R 2:06  | KO      | レオナルド・ブンドゥ             | イタリア         | IBF世界ウェルター級挑戦者決定戦                                     |
| 22           | 2017年5月27日  | ☆    | 11R 1:42 | KO      | ケル・ブルック                   | イギリス         | IBF世界ウェルター級タイトルマッチ                                   |
| 23           | 2018年1月20日  | ☆    | 7R 終了  | TKO     | ラモン・ピーターソン             | アメリカ合衆国   | IBF防衛1                                                            |
| 24           | 2018年6月16日  | ☆    | 1R 3:00  | KO      | カルロス・オカンポ               | メキシコ         | IBF防衛2                                                            |
| 25           | 2019年3月16日  | ☆    | 12R      | 判定3-0 | ミゲル・アンヘル・ガルシア       | アメリカ合衆国   | IBF防衛3・WBCダイヤモンド王座獲得                                   |
| 26           | 2019年9月28日  | ☆    | 12R      | 判定2-1 | ショーン・ポーター               | アメリカ合衆国   | WBC・IBF世界ウェルター級王座統一戦 WBC獲得・IBF防衛4                |
| 27           | 2020年12月5日  | ☆    | 12R      | 判定3-0 | ダニー・ガルシア                 | アメリカ合衆国   | WBC防衛1・IBF防衛5                                                  |
| 28           | 2022年4月16日  | ☆    | 10R 1:44 | TKO     | ヨルデニス・ウガス               | キューバ         | WBA・WBC・IBF世界ウェルター級王座統一戦 WBA獲得・WBC防衛2・IBF防衛6 |
| 29           | 2023年7月29日  | ★    | 9R 2:32  | TKO     | テレンス・クロフォード           | アメリカ合衆国   | WBA・WBC・IBF・WBO世界ウェルター級王座統一戦 WBA・WBC・IBF陥落      |
| テンプレート |                |      |          |         |                                  |                  |                                                                     |

## 獲得タイトル
- WBA世界ウェルター級スーパー王座（防衛0）
- WBC世界ウェルター級王座（防衛2）
- IBF世界ウェルター級王座（防衛6）
- WBC世界ウェルター級ダイヤモンド王座

## ペイ・パー・ビュー売上げ
| 開催年月日    | イベント                                                    | 販売件数           | テレビ局 | 備考      |
| ------------- | ----------------------------------------------------------- | ------------------ | -------- | --------- |
| 2023年7月29日 | エロール・スペンス・ジュニア vs. テレンス・クロフォード     | 65万件 - 67万5千件 | Showtime | 85ドル    |
| 2022年4月16日 | エロール・スペンス・ジュニア vs. ヨルデニス・ウガス         | 24万件             | Showtime | 75ドル    |
| 2020年12月5日 | エロール・スペンス・ジュニア vs. ダニー・ガルシア           | 25万件             | FOX      | 75ドル    |
| 2019年9月28日 | エロール・スペンス・ジュニア vs. ショーン・ポーター         | 28万件             | FOX      | 75ドル/HD |
| 2019年3月16日 | エロール・スペンス・ジュニア vs. ミゲル・アンヘル・ガルシア | 36万件             | FOX      | 75ドル/HD |